# رابرت سجویک
رابرت سجویک (انگلیسی: Robert Sedgewick؛ زادهٔ ۲۰ دسامبر ۱۹۴۶) استاد علوم رایانه در دانشگاه پرینستون و اهل ایالات متحده آمریکا است.
سجویک پی‌اچ‌دی خود را در ۱۹۷۵ تحت سرپرستی دانلد کنوت در دانشگاه استنفورد به اتمام رساند.